# Кодзо Юкі
Кодзо Юкі (яп. 結城耕造; нар. 23 січня 1979, Йокогама, Канаґава, Японія) — японський футболіст, виступав на позиції захисника.

## Життєпис
Вихованець молодіжної команди «Йокогама Флюґелс». З другої спроби успішно здав іспит та вступив до «Університету Васеда». Вступив на юридичний факультет, став одним з провідних гравців головної чоловічої команди університету Васеда.
У 2002 році, під час навчання на третьому курсі, взяв академічну відпустку в університету та приєднався до «ДЖЕФ Юнайтед».
Одразу після переходу до «Ітіхари» отримував обмежену кількість ігрового часу, але починаючи з сезону 2004 року кількість ігрової практики почала поступово зростати. У сезоні 2005 року грав як основний гравець, у той час як Мідзумото Хірокі був відсутній, оскільки брав участь у молодіжному чемпіонаті світу. Навіть після повернення Мізумото завоював довіру і залишився основним гравцем. Після цього знову поступився позицією Мізумото, але через травми знову почав грати менше.
У червні 2008 року його відправили в оренду в обмін на Казуюкі Тода з «Санфречче Хіросіма», команду Джей-ліги 2, якій бракувало захисників. Вирішив перейти частково тому, що його батьки походять з району Нака міста Хіросіма. Він заповнив вакантну через серію травм позицію центрального захисника і допоміг команді вийти до Джей-ліги 1. Наприкінці того ж року Чіба повідомив його про те, що не розраховує на нього через повернення Сьоґо Нісікави до місця його оренди в Хіросімі не було постійного трансферу.
У 2009 році повернувся до Університету Васеда, де став тренером футзальної школи «Васеда Танаши».
20 липня 2009 року підписав контракт з «Фортуною» (Дюссельдорф) з другого дивізіону Німеччини. Однак через потужний підбір гравців рідко отримував можливість грати у найкращій команді, тому частіше грав за «Фортуну II» (Дюссельдорф) у Регіоналліги. 10 січня 2010 року виходив у стартовому складі в матчах проти «Баєра» (Менхенгладбах) та «Борусії» (Менхенгладбах) на Wintercup 2010 (змагання між «Фортуною» (Дюссельдорф), «Байєром», «Вольфсбургом» та «Боруссією» (Менхенгладбах)). «Фортуна» була єдиним клубом другого дивізіону в змаганнях, але посіла друге місце. зокрема, у матчі з Леверкузеном він зіграв активну роль у міцній обороні та зробив внесок у перемогу з рахунком 1:0. Місцева газета описала його гру як «круту та розумну».
30 червня 2010 року вільним агентом залишив команду і шукав наступний клуб, але йому не вдалося як знайти новий клуб, так і завершити навчання. Після завершення кар'єри повернувся до Університету Васеда. Закінчив Вищу школу ділового адміністрування Університету Васеда.

## Статистика виступів

### Клубна
| Клубні виступи    | Клубні виступи          | Клубні виступи    | Ліга  | Ліга | Кубок                   | Кубок                   | Кубок ліги      | Кубок ліги      | Загалом | Загалом |
| Сезон             | Клуб                    | Ліга              | Матчі | Голи | Матчі                   | Голи                    | Матчі           | Голи            | Матчі   | Голи    |
| Японія            | Японія                  | Японія            | Ліга  | Ліга | Кубок Імператора Японії | Кубок Імператора Японії | Кубок Джей-ліги | Кубок Джей-ліги | Загалом | Загалом |
| ----------------- | ----------------------- | ----------------- | ----- | ---- | ----------------------- | ----------------------- | --------------- | --------------- | ------- | ------- |
| 2002              | «ДЖЕФ Юнайтед Ітіхара»  | Джей-ліга 1       | 0     | 0    | 0                       | 0                       | 0               | 0               | 0       | 0       |
| 2003              | «ДЖЕФ Юнайтед Ітіхара»  | Джей-ліга 1       | 4     | 0    | 3                       | 0                       | 2               | 0               | 9       | 0       |
| 2004              | «ДЖЕФ Юнайтед Ітіхара»  | Джей-ліга 1       | 11    | 0    | 0                       | 0                       | 3               | 0               | 14      | 0       |
| 2005              | «ДЖЕФ Юнайтед Тіба»     | Джей-ліга 1       | 20    | 0    | 2                       | 0                       | 9               | 0               | 31      | 0       |
| 2006              | «ДЖЕФ Юнайтед Тіба»     | Джей-ліга 1       | 9     | 1    | 0                       | 0                       | 3               | 0               | 12      | 1       |
| 2007              | «ДЖЕФ Юнайтед Тіба»     | Джей-ліга 1       | 1     | 0    | 0                       | 0                       | 0               | 0               | 1       | 0       |
| 2008              | «ДЖЕФ Юнайтед Тіба»     | Джей-ліга 1       | 2     | 0    | 0                       | 0                       | 1               | 0               | 3       | 0       |
| 2008              | «Санфречче Хіросіма»    | Джей-ліга 2       | 19    | 0    | 0                       | 0                       | -               | -               | 19      | 0       |
| Німеччина         | Німеччина               | Німеччина         | Ліга  | Ліга | Кубок Німеччини         | Кубок Німеччини         | Інші            | Інші            | Загалом | Загалом |
| 2009/10           | «Фортуна» (Дюссельдорф) | Друга Бундесліга  | 2     | 0    | 0                       | 0                       | 0               | 0               | 2       | 0       |
| Загалом           | Японія                  | Японія            | 66    | 1    | 5                       | 0                       | 18              | 0               | 89      | 1       |
| Загалом           | Німеччина               | Німеччина         | 2     | 0    | 0                       | 0                       | 0               | 0               | 2       | 0       |
| Усього за кар'єру | Усього за кар'єру       | Усього за кар'єру | 68    | 1    | 5                       | 0                       | 18              | 0               | 91      | 1       |